# 자연 숙주
자연 숙주(영어: natural reservoir, 라틴어: nidus →둥지)는 전염병의 병원체가 장기간 머무는 숙주이다. 자연 숙주는 병원체가 옮기는 질병에 걸리지 않거나, 무증상 감염이 되어 무증상 혹은 치명적이지 않은 증상을 보이는 경우가 많다. 자연 숙주가 한번 발견되면 전염병의 전파 주기를 온전히 밝힐 수 있기 때문에 그 병에 대한 예방과 통제를 효과적으로 할 수 있다.
바이러스 중에는 오로지 인간만을 숙주로 삼는 바이러스도 있으며, 소아마비와 천연두가 대표적이다. 인간 이외의 숙주가 별로 없을 경우 그 바이러스는 박멸 연구 대상 1순위가 된다.

## 에볼라 바이러스

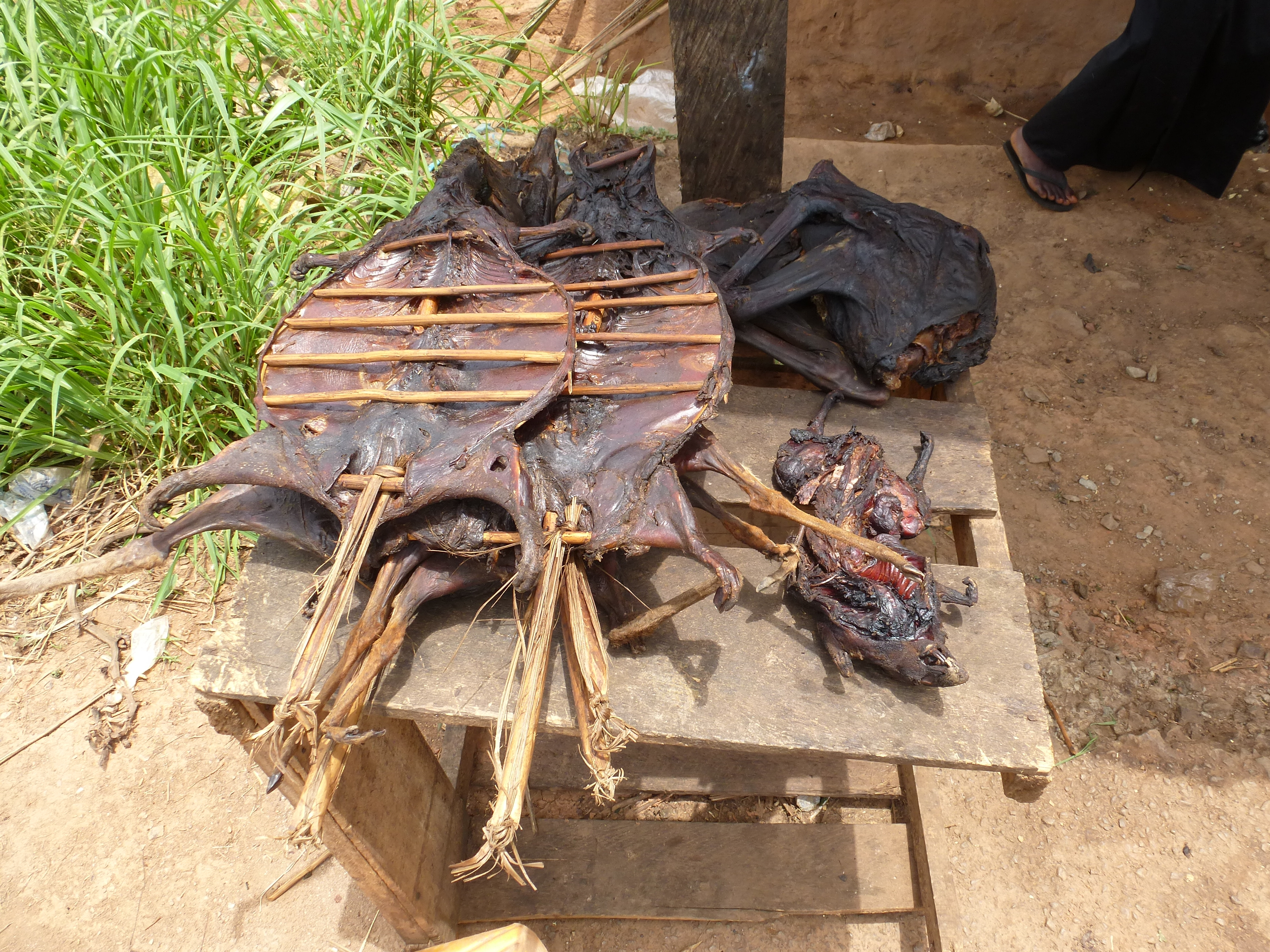
아프리카 적도 지방에서 야생동물의 고기를 부시미트로 만들어 섭취하는 것은 사람으로의 질병 전파와 연관이 있다. 사진은 2013년 가나에서 요리 준비를 하기 위해 내놓은 야생고기들.

자연 숙주가 불분명한 질병도 있다. 에볼라 바이러스가 바로 그 예이다.
1976년부터 1998년까지 진행된 연구에서 총 3만 종의 포유류, 조류, 파충류, 양서류, 절지동물 표본을 에볼라 발생 지역에서 수집해 조사했으나, 중앙아프리카공화국에서 모은 설치류 여섯 본 (무스 세툴로수스와 프라오미스속)과 땃쥐류 한 본 (큰숲땃쥐)에서 유전자상의 흔적 일부를 발견한 것을 제외하곤 어떠한 표본에서도 에볼라 바이러스를 찾아내지 못했다. 2001년과 2003년에 발병될 당시에는 고릴라와 침팬지 사체에서 에볼라 바이러스의 흔적이 탐지되기도 했으며 이후 인간으로의 전파 근원지가 되기도 했다. 하지만 이들 종이 감염될 때 높은 치사율을 보이면서 자연 숙주는 아닐 것으로 보였다. 이후 에볼라가 다시 발병했을 때 이뤄진 후속연구에서는 에볼라 발병과 가장 밀접한 개의 31.8%가 이전의 활동바이러스량을 증상으로 나타내는 항원을 내재하고 있다는 사실이 드러났다. 개가 인간에게 바이러스를 전파했는지 아니면 둘 다 제3의 종으로부터 옮은 것인지는 밝혀지지 않았다.
이밖에 식물, 절지동물, 조류들도 자연 숙주일 가능성이 큰 것으로 여겨졌으나, 그 중에서도 박쥐가 최상위 후보종으로 고려되고 있다. 1976년과 1979년 에볼라 발병 당시 최초 환자가 일하던 면직공장에 박쥐들이 살고 있었고, 1975년과 1980년 마르부르크 바이러스 전파의 주된 근원이기도 했다. 식물 24종과 척추동물 19종에 에볼라 바이러스 접종 실험을 실시해했는데 그중에서 박쥐만 걸렸다는 연구 결과도 있다.
이들 박쥐의 무증상 현상은 자연 숙주의 특징이기도 하다. 2002~2003년 679본의 박쥐를 비롯하여 총 1,030본의 동물 표본을 가봉과 콩고 공화국에서 수집해 조사한 결과, 과일박쥐 13본에서 에볼라 바이러스의 RNA 조각이 발견되었다. 2005년까지 과일박쥐과 세 종 (망치머리박쥐, 프랑케견장과일박쥐, 작은목도리과일박쥐)가 에볼라 바이러스외 접촉하는 것으로 확인되었다. 현재 이들 종은 에볼라 바이러스의 자연숙주에 해당하는 것으로 의심받고 있다.
다른 예로, 작은 설치류, 식충박쥐, 뾰족뒤쥐, 텐렉, 유대동물류의 게놈에 필로바이러스의 통합유전자가 들어 있다는 점은 이들 동물군에서도 필로바이러스의 전파 내역이 담겨 있음을 나타낸다. 하지만 전염성 에볼라 바이러스는 인간 외 어떠한 동물에서도 분리된 적이 없었다는 사실에 주목을 받고 있다.
박쥐가 먹던 열매와 과육을 떨어뜨리면 고릴라나 다이커영양 같은 지상 포유류들이 그 열매를 주워먹는다. 이러한 과정은 자연숙주로부터 동물 개체에게 바이러스가 간접적으로 전달될 가능성을 키운다. 때문에 박쥐가 흘린 바이러스성 타액을 연구하는 방향으로 이어지게 되었다. 동물 개체 간에 발병을 일으킬 수 있는 각종 환경과 시간에 따라 열매 맺기나 동물의 습성, 그밖의 요소들도 다양하게 나타난다. 자연숙주와 인간 사이에 전파되는 일은 드물며, 발병되었다 하더라도 그 지침증례는 추적할 수 있는 경우가 보통이다. 이때 지침증례에는 고릴라나 침팬지, 영양 시체와 접촉한 개인이 존재한다. 이다음 바이러스는 사람 사이에 전파되며, 개개인끼리 더욱 접촉할 일이 많은 가족 사이나 병원, 일부 장례식에서 특히 많이 전파된다.

## 예시
자연 숙주의 예로는 다음을 들 수 있다.
- 들쥐 - 한타바이러스와 라싸열
- 마멋, 곰쥐, 프레리도그, 다람쥐, 청설모 - 림프절페스트
- 아르마딜로와 주머니쥐 - 샤가스병, 나병! 아메리카 대륙의 레슈만충
- 진드기 - 바베스열원충증과 로키산 홍반열
- 들다람쥐, 호저, 다람쥐 - 콜로라도진드기열
- 달팽이 - 주혈흡충증, 물놀이가려움증
- 돼지 - 조충 감염증
- 아메리카너구리, 스컹크, 여우 - 광견병
- 조개 - 콜레라
- 닭기러기속 (오리와 거위) - 조류 인플루엔자
- 박쥐 - 니파바이러스와 헨드라바이러스, 광견병, 에볼라 출혈열, 중증급성호흡기증후군 (SARS)의 숙주.
- 개와 야생 개과 - 에볼라 출혈열, 소아리슈만편모충 (내장리슈만편모충증의 원인
- 고양이 - 바르토넬라 (바르토넬라증)
- 저빌 - 큰리슈만편모충 (피부리슈만편모충증의 원인)
- 바위너구리 - 이디오피아리슈만편모충과 열대리슈만편모충 계통 (피부리슈만편모충증의 원인)

## 같이 보기
- 매개물
- 매개체
- 무증상 감염
- 동물원성 감염증